# Зимовской, Егор Яковлевич
Егор Яковлевич Зимовской (1811 — не ранее 1880) — директор Немировской гимназии, директор училищ Орловской губернии.

## Биография
Родился в 1811 году. После окончания со званием действительного студента юридического факультета Харьковского университета в 1832 году приехал в Киев, где поступил на службу в ведомство Министерства юстиции. В 1833 году он был переведён письмоводителем в канцелярию попечителя Киевского учебного округа. Как вспоминал М. К. Чалый, Зимовский:: 

своим деловым характером, исполнительностью, умением угодить начальству и практическим знанием иностранных языков пришёлся очень по нраву энергическому и неугомонному фон Брадке.
В 1834 году он был назначен синдиком университета Св. Владимира, в 1836 году (в 25 лет) — инспектором 2-й Киевской гимназии. Как отмечал И. И. Слепушкин это назначение «вызвало смуты в среде личного её состава. Зимовский обладал несчастными чертами характера, не располагавшими к нему ни его сослуживцев, ни его подчинённых, ни даже учеников <…> Последствием этих дрязг, столь вредных в деле воспитания, в 1839 г. состоялось перемещение Зимовского в волынскую гимназию», а 12 октября 1840 года он стал исправлять должность инспектора Нежинского лицея и Нежинской гимназии. В том же году был утверждён в должности, но пробыл в Нежине меньше года, до 19 сентября 1841 года. Как отмечал Н. Петров, «будучи деятельным и ловким исполнителем своих обязанностей, он умел в начальнических отношениях своих к студентам, соединять строгость с снисхождением».
В 1841 году он договорился с директором Немировской гимназии Кулжинским об обмене местами, что было удовлетворено министерством. Сначала Зимовской исправлял должность директора Немировской гимназии, а в 1843 году был утверждён в должности; с 3 сентября 1842 года состоял в чине коллежского советника. Зимовский предпринял целый ряд мер по улучшению состояния гимназии; прежде всего он обратил внимание на улучшение учебной части. Уже в 1845 году попечитель учебного округа отмечал отличное состояние гимназии во всех её частях. Строгость была на таком уровне, что переводные экзамены сдавало немногим более половины приступавших к ним. Зимовской сам отличался аккуратностью и служебной исполнительностью и этого требовал от своих подчинённых, доходя до несправедливой придирчивости. М. К. Чалый, поступивший в 1845 году в гимназию учителем филологии, описывал его первую встречу с директором: 

При входе директора, все <учителя> вскочили со своих мест, как ужаленные, и вытянулись в струнку, как солдаты пред отцом командиром <…> беспрестанно слышались слова: «моё заведение, мои учителя, мой инспектор»  и т.п. «Вот он индийский Брама, всю сущее в себя воплотивший и всё в себе содержащий», подумал я, невольно припомнив лекцию Ореста Марковича Новицкого… «Ну где вы найдёте что-нибудь подобное?» Действительно надо отдать ему справедливость; всё что я видел до того в Виннице, не выдерживало никакой критики в сравнении с тем, что я нашёл здесь. <…> Во всём виденном мною нельзя было не заметить аракчеевских порядков, которые преемственно из военных поселений через Брадке перешли к Зимовскому.
Также и С. Г. Стрибульский отмечал: «Отдавая полную справедливость энергии директора Зимовского и признавая, что он много потрудился на пользу Немировской гимназии, следует все-таки сказать, что он склонен был к преувеличениям и хвастовству».
Во время его службы в Немировской гимназии он был награждён орденами Св. Анны 3-й и 2-й степеней. В 1853 году в чине статского советника Зимовский был переведён директором училищ Орловской губернии. В 1859 году вышел в отставку.
Умер в начале 1880-х годов.